# 复兴岛运河
复兴岛运河是位于中国上海市杨浦区东南部黄浦江内的一条运河，运河长度3544米，河口宽度45-85米，南起定海路，北至虬江口。东侧是复兴岛，西侧是杨浦区。原是黄浦江由东向北转折处的一块滩地；1927年，上海浚浦局将其填筑为岛，并在该岛西侧建设了这一条运河并沿用至今。